# Parafia św. Rozalii w Pieczewie
Parafia Świętej Rozalii w Pieczewie – rzymskokatolicka parafia położona w zachodniej części gminy Grabów i wschodniej gminy Dąbie. Administracyjnie należy do diecezji włocławskiej (dekanat kłodawski). Zamieszkuje ją 932 wiernych.
Odpust parafialny odbywa się we wspomnienie Świętej Rozalii – 4 września.

## Duszpasterze
- proboszcz: ks. Jan Kempiński (od 1997)

## Kościoły
- kościół parafialny: Kościół św. Rozalii w Pieczewie